# Hole (Band)
Hole (englisch für Loch) ist eine amerikanische Grunge-Band, die 1989 von Courtney Love in Los Angeles gegründet wurde. Die Band löste sich 2002 offiziell auf. Im Jahr 2010 wurde die Wiedervereinigung verkündet.

## Bedeutung
Die Band wird oft mit der Riot-Grrrl-Bewegung in Verbindung gebracht, welche Anfang der 1990er Jahre aufkam. Allerdings fehlt Hole die politische Attitüde der Riot Grrrls aus Washington (z. B. Bikini Kill, Bratmobile). Courtney Love aber äußert sich oft positiv über Frauen, die harte Musik machen und ihre Instrumente selbst spielen und verkörpert dies auch selbst. Mit ihrer als „dreckig“ geltenden Stimme bricht sie weibliche Gesangsnormen. Die Band hatte mit Doll Parts (1994, Live Through This) ihren größten Hit. Schlagzeugerin Patty Schemel war die erste Frau auf der Titelseite des Magazins Modern Drummer.

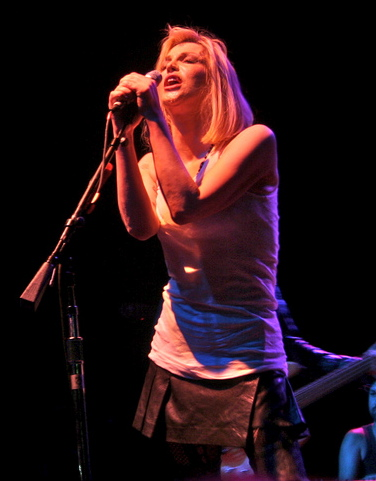
Courtney Love - 2010

Durch die Ehe der Sängerin Courtney Love mit Kurt Cobain von Nirvana erfuhr die Band eine gesonderte Aufmerksamkeit. Zusammen schrieben und spielten die beiden auch Songs.

## Bandgeschichte
Im Sommer 1989 suchte Courtney Love per Zeitungsanzeige einen Gitarristen, woraufhin sich Eric Erlandson meldete. Die erste Veröffentlichung der Band wurde 1990 die EP Retard Girl. Auch wenn Hole eine Band war, wurde sie doch durch die dominant im Vordergrund stehende und auftretende Love geprägt, welche mehrfach ihre Bandmitglieder austauschte, bis die Band endgültig zerbrach.
Im März 1991 folgte die Single Dicknail. Als Nächstes folgte Teenage Whore als erste Auskopplung vom Album Pretty on the Inside, welches im September erschien. Anschließend spielten Hole in Europa als Vorgruppe für Mudhoney, als die Band erste Auflösungserscheinungen erfuhr. Rue wurde wegen angeblich schlechter Studioarbeit gefeuert, wonach auch Emery die Band verließ. Mit Patty Schemel als neue Drummerin und Lesley Hardy am Bass wurde die Single Beautiful Son (1991) aufgenommen. Hardy verließ die Band 1993 bereits wieder und wurde von Kristen Pfaff ersetzt.
Fünf Tage vor der Veröffentlichung des Albums Live Through This nahm sich Kurt Cobain im April 1994 das Leben. Der Song Doll Parts geriet so unfreiwillig zum identitären Soundtrack trauernder Fans. Live Through This erreichte in den USA Platinstatus und erfuhr auch in zahlreichen anderen Ländern hohe Chartpositionen. Wenige Monate später starb Bassistin Kristen Pfaff am 16. Juni 1994 an einer Überdosis Heroin. Die Band trennte sich nicht, stattdessen stieg die Kanadierin Melissa Auf der Maur als Bassistin ein.
Im Februar 1995 nahmen Hole ein MTV-Unplugged-Konzert auf und entschieden sich nach einigen Touren für eine kreative Pause. In der Zwischenzeit erschien die CD Ask for It, die Radiomitschnitte von 1991 enthält. Im Jahr 1996 veröffentlichte die Band mit der Fleetwood-Mac-Coverversion Gold Dust Woman einen Song auf dem Soundtrack zum Film The Crow – Die Krähe. Mit My Body the Handgrenade erschien außerdem eine Platte, die 14 bislang unveröffentlichte Songs enthält und The First Session, auf dem sich die ersten vier Aufnahmen der Band überhaupt befinden.
Im September 1998 erschien Celebrity Skin, für die Michael Beinhorn als Produzent verpflichtet wurde. Stilistisch von den Wurzeln entfernt klang die Band weitaus braver im Sound. Das Album wurde für die Grammy Awards 1999 als „bestes Rock-Album“ nominiert. Kurz nach der Aufnahme von Celebrity Skin wurde Patty Schemel wegen Problemen im Studio und mit Drogen gefeuert und durch Samantha Maloney ersetzt. Nach Touren durch die USA, Großbritannien und Australien und den Singles Celebrity Skin, Awful und Malibu verließ Melissa Auf der Maur 1999 die Band, um sich auf Soloarbeiten und ihre Fotografenkarriere zu konzentrieren. Beim schwedischen Hultsfred-Festival verstarb eine 19-jährige Konzertbesucherin. Love hatte Zuschauer auf die Bühne gezogen, woraufhin der Zustrom der Besucher den Druck auf die vordersten Reihen erhöhte. Einzelne Zuschauer berichteten über Atemschwierigkeiten aufgrund des Drucks. Hole spielten danach bei einem Festival in Madrid. Love ließ über den spanischen Veranstalter ihr Bedauern ausdrücken. Es sei tragisch, dass es zu einem tödlichen Unfall während eines großartigen Konzertes gekommen sei. Die Frage nach einem Abbruch der Tour hätte für die Band zu keiner Zeit Relevanz gehabt.
Für die Grammy Awards 2000 war der Song Malibu als beste Vokalinterpretation einer Rockgruppe nominiert. Nach der Veröffentlichung des bisher unveröffentlichten Songs Be a Man für den Soundtrack zu An jedem verdammten Sonntag und der B-Seite Best Sunday Dress im Jahr 1999, löste sich die Band 2002 nach gut zwei Jahren ohne nennenswerte Neuigkeiten endgültig auf. Im Jahr 2010 gab Courtney Love über Facebook die Wiedervereinigung bekannt, allerdings in, außer Love, komplett neuer Besetzung. Im April folgten ein neues Album und im Sommer eine Tournee, die die Band auch nach Europa führte. 2014 kehrten schließlich die ehemaligen Mitglieder Eric Erlandson, Patty Schemel und Melissa auf der Maur zur Band zurück.

## Diskografie

### Studioalben
| Jahr | Titel                | Höchstplatzierung, Gesamtwochen, AuszeichnungChartplatzierungen (Jahr, Titel, Platzierungen, Wochen, Auszeichnungen, Anmerkungen) | Höchstplatzierung, Gesamtwochen, AuszeichnungChartplatzierungen (Jahr, Titel, Platzierungen, Wochen, Auszeichnungen, Anmerkungen) | Höchstplatzierung, Gesamtwochen, AuszeichnungChartplatzierungen (Jahr, Titel, Platzierungen, Wochen, Auszeichnungen, Anmerkungen) | Höchstplatzierung, Gesamtwochen, AuszeichnungChartplatzierungen (Jahr, Titel, Platzierungen, Wochen, Auszeichnungen, Anmerkungen) | Höchstplatzierung, Gesamtwochen, AuszeichnungChartplatzierungen (Jahr, Titel, Platzierungen, Wochen, Auszeichnungen, Anmerkungen) | Anmerkungen                              |
| Jahr | Titel                | DE | AT | CH | UK | US | Anmerkungen                              |
| ---- | -------------------- | --- | --- | --- | --- | --- | ---------------------------------------- |
| 1991 | Pretty on the Inside | — | — | — | UK59 (1 Wo.)UK | — | Erstveröffentlichung: 17. September 1991 |
| 1994 | Live Through This    | DE39 (17 Wo.)DE | — | — | UK13 Gold · (17 Wo.)UK | US52 Platin · (68 Wo.)US | Erstveröffentlichung: 12. April 1994     |
| 1998 | Celebrity Skin       | DE21 (5 Wo.)DE | AT15 (5 Wo.)AT | CH26 (6 Wo.)CH | UK11 Gold · (10 Wo.)UK | US9 Platin · (41 Wo.)US | Erstveröffentlichung: 8. September 1998  |
| 2010 | Nobody’s Daughter    | DE61 (1 Wo.)DE | AT45 (1 Wo.)AT | CH37 (1 Wo.)CH | UK46 (1 Wo.)UK | US15 (3 Wo.)US | Erstveröffentlichung: 23. April 2010     |

### Kompilationen
| Jahr | Titel                     | Höchstplatzierung, Gesamtwochen, AuszeichnungChartsChartplatzierungen (Jahr, Titel, Platzierungen, Wochen, Auszeichnungen, Anmerkungen) | Anmerkungen                            |
| Jahr | Titel                     | UK | Anmerkungen                            |
| ---- | ------------------------- | --- | -------------------------------------- |
| 1997 | My Body, the Hand Grenade | UK82 (1 Wo.)UK | Erstveröffentlichung: 28. Oktober 1997 |

### EPs
| Jahr | Titel      | Höchstplatzierung, Gesamtwochen, AuszeichnungChartsChartplatzierungen (Jahr, Titel, Platzierungen, Wochen, Auszeichnungen, Anmerkungen) | Anmerkungen                             |
| Jahr | Titel      | US | Anmerkungen                             |
| ---- | ---------- | --- | --------------------------------------- |
| 1995 | Ask for It | US172 (2 Wo.)US | Erstveröffentlichung: 8. September 1995 |

Weitere EPs
- 1997: The First Session
- 2011: Icon

### Singles
| Jahr | Titel Album                  | Höchstplatzierung, Gesamtwochen, AuszeichnungChartplatzierungen (Jahr, Titel, Album, Platzierungen, Wochen, Auszeichnungen, Anmerkungen) | Höchstplatzierung, Gesamtwochen, AuszeichnungChartplatzierungen (Jahr, Titel, Album, Platzierungen, Wochen, Auszeichnungen, Anmerkungen) | Anmerkungen                          |
| Jahr | Titel Album                  | UK | US | Anmerkungen                          |
| ---- | ---------------------------- | --- | --- | ------------------------------------ |
| 1993 | Beautiful Son –              | UK54 (1 Wo.)UK | — | Erstveröffentlichung: April 1993     |
| 1994 | Miss World Live Through This | UK64 (1 Wo.)UK | — | Erstveröffentlichung: März 1994      |
| 1994 | Doll Parts Live Through This | UK16 (3 Wo.)UK | US58 Gold · (12 Wo.)US | Erstveröffentlichung: November 1994  |
| 1995 | Violet Live Through This     | UK17 (2 Wo.)UK | US— GoldUS | Erstveröffentlichung: Januar 1995    |
| 1998 | Celebrity Skin               | UK19 Gold · (4 Wo.)UK | US85 Platin · (19 Wo.)US | Erstveröffentlichung: September 1998 |
| 1998 | Malibu Celebrity Skin        | UK22 (2 Wo.)UK | US81 (3 Wo.)US | Erstveröffentlichung: Dezember 1998  |
| 1999 | Awful Celebrity Skin         | UK42 (2 Wo.)UK | — | Erstveröffentlichung: April 1999     |

Weitere Singles
- 1990: Retard Girl
- 1991: Dicknail
- 1991: Teenage Whore
- 1995: Softer, Softest
- 1996: Gold Dust Woman
- 2000: Be a Man
- 2010: Skinny Little Bitch
- 2010: Pacific Coast Highway
- 2010: Letter to God

## Auszeichnungen für Musikverkäufe
| Goldene Schallplatte - Australien - 1999: für die Single Malibu Platin-Schallplatte - Australien - 1998: für das Album Live Through This - Kanada - 1995: für das Album Live Through This - 1998: für das Album Celebrity Skin | 2× Platin-Schallplatte - Australien - 1999: für das Album Celebrity Skin |

Anmerkung: Auszeichnungen in Ländern aus den Charttabellen bzw. Chartboxen sind in ebendiesen zu finden.
| Land/RegionAuszeichnungen für Musikverkäufe (Land/Region, Auszeichnungen, Verkäufe, Quellen) | Gold     | Platin     | Verkäufe  | Quellen         |
| -------------------------------------------------------------------------------------------- | -------- | ---------- | --------- | --------------- |
| Australien (ARIA)                                                                            | Gold1    | 3× Platin3 | 245.000   | aria.com.au     |
| Kanada (MC)                                                                                  | —        | 2× Platin2 | 200.000   | musiccanada.com |
| Vereinigte Staaten (RIAA)                                                                    | 2× Gold2 | 3× Platin3 | 4.000.000 | riaa.com        |
| Vereinigtes Königreich (BPI)                                                                 | 3× Gold3 | —          | 600.000   | bpi.co.uk       |
| Insgesamt                                                                                    | 6× Gold6 | 8× Platin8 |           |                 |